# Neotonchus pseudocorcundus
Neotonchus pseudocorcundus är en rundmaskart som beskrevs av Vitiello 1971. Neotonchus pseudocorcundus ingår i släktet Neotonchus och familjen Cyatholaimidae. Inga underarter finns listade i Catalogue of Life.